# Заріччя (заказник)
Заріччя — один з об'єктів природно-заповідного фонду Черкаської області, загальнозоологічний заказник місцевого значення.

## Розташування
Загальнозоологічний заказник розташований у місті Городище Черкаського району Черкаської області у віданні Городищенської міської громади.

## Історія
Загальнозоологічний заказник місцевого значення «Заріччя» оголошений рішенням Черкаської обласної ради народних депутатів № 27-10/V від 26 червня 2009 року.

## Мета
Мета створення заказника — збереження та відтворення цінних природних комплексів, генофонду рослинного і тваринного світу на території Черкаської області.

## Значення
Загальнозоологічний заказник місцевого значення «Заріччя» має природоохоронне і естетичне значення.

## Загальна характеристика
Загальнозоологічний заказник «Заріччя» загальною площею 27,0 га являє собою природний комплекс, що є місцем існування рідкісних тварин і рослин.

## Тваринний світ

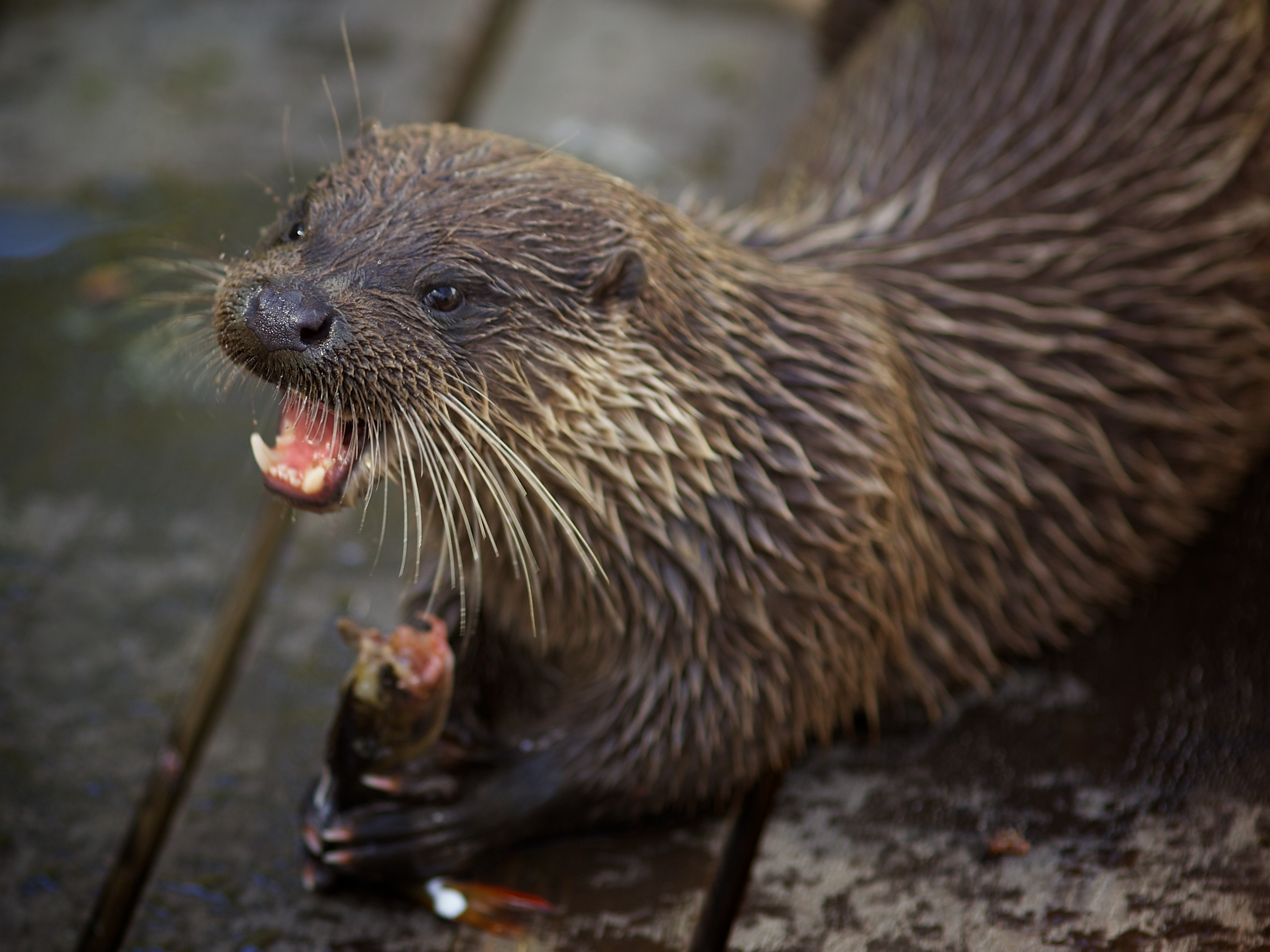
Видра

На території заказника мешкають рідкісні тварини: видра річкова, занесена до Червоної книги України та Європейського Червоного списку, бобер, їжак європейський, що перебувають під охороною Бернської конвенції, кріт європейський, ондатра та інші представники тваринного світу.

## Рослинний світ

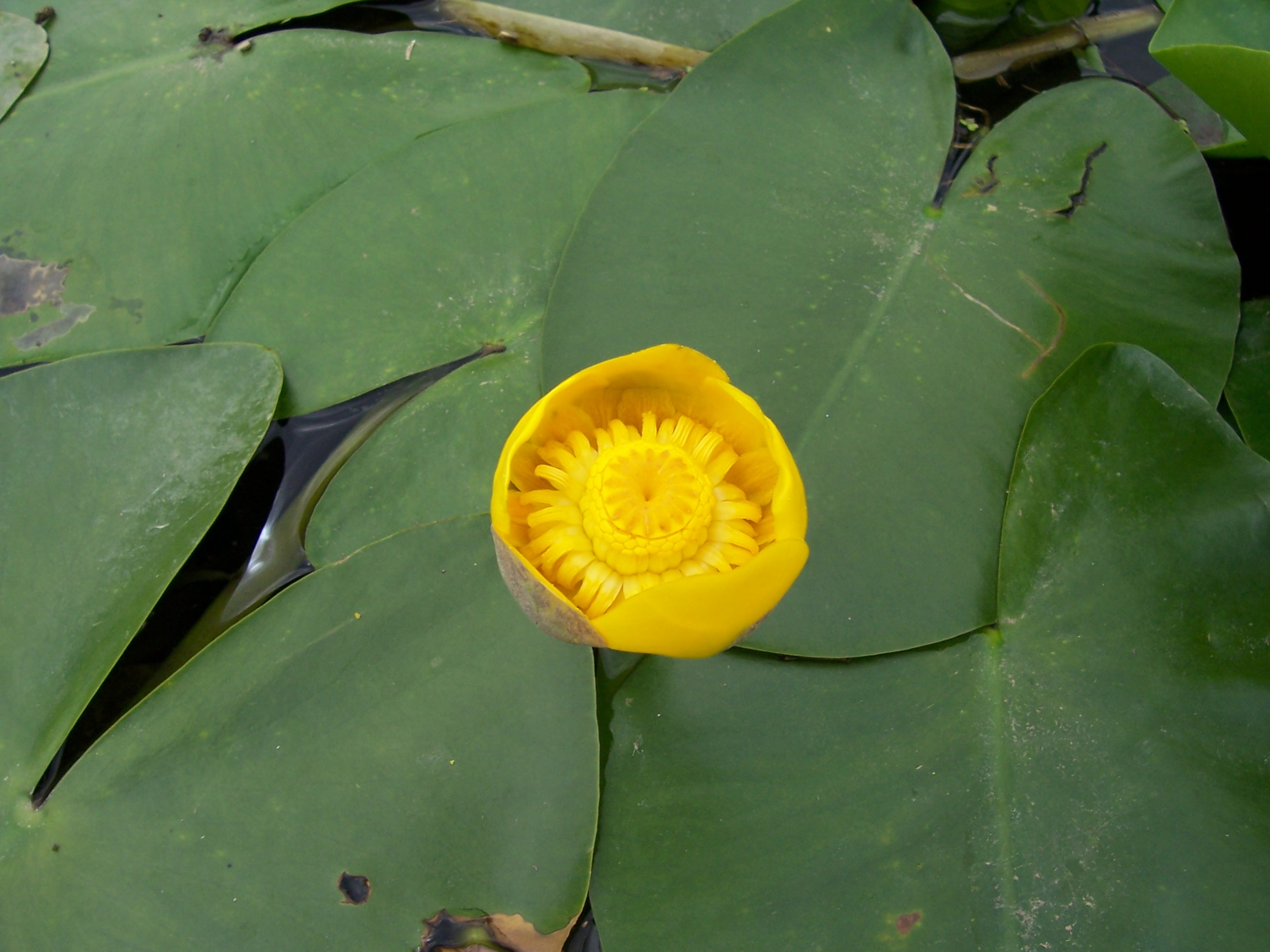
Глечики жовті

Раритетами рослинного світу є водяна папороть сальвінія плаваюча, занесена до Червоної книги України, асоціації глечиків жовтих, що входять до Зеленої книги України.